# 라이스 음볼히
라이스 음볼히(아랍어: رایس مبولحی, 프랑스어: Adi Raïs Cobos Adrien M'Bolhi, 1986년 4월 25일, 프랑스 파리 ~ )는 알제리의 축구 선수로 포지션은 골키퍼이며, 현재 알카디시아 FC 소속이다.

## 젊은 시절
음볼히는 프랑스 파리에서 콩고 출신의 아버지와 알제리 출신의 어머니 사이에서 태어났다. 하지만 그가 어린 나이였을 때 그의 부모님은 이혼을 하였고 어머니한테서 자랐다. 그는 무슬림이고 최근 기자회견에서 그가 알제리 무슬림이 된 것에 대해 자랑스럽다고 말했다.

## 클럽 경력
음볼히는 PFC 파리에서 축구를 시작하였다. 그 후, 그는 올랭피크 드 마르세유에 입단하였고, 2006년 1월에 그가 방출되기 전까지 단 리그 한 경기도 출전하지 못하였다.
마르세유에서 방출된후, 음볼히는 즉시 하트 오브 미들로디언에 의해 1월 이적시장 11일에 계약을 체결하였다. 하지만 루데크 스트라체니와 마르틴 페트라시 등 새 영입선수들을 영입하게 되면서, 그는 2006-07 시즌을 마저 채우지 않고 1군 팀 출전을 하지 못하고 팀을 떠났다.
음볼히는 2006–07 시즌에 베타 에트니키에 출전하던 그리스 축구 클럽 에트니코스 피레아스와 계약을 맺었다. 그는 겨울 이적 시장에 감마 에트니키에 출전하던 파네톨리코스로 떠나기 전까지 에트니코스 피레아스에서 5 경기에 출전하였다.
2008년 음볼히는 일본 풋볼 리그에 출전하던 FC 류큐에서 22경기에 출전하였다.

### 슬라비아 소피아
2009년 5월, 불가리아 축구 클럽 슬라비아 소피아는 음볼히와 2년 계약을 맺었다. 2010년 1월, 음볼히는 2009년 A PFG 최고의 골기퍼로 선정되었다. 슬라비아의 팬단체는 그를 2009-10 시즌 최고의 선수로 선정하였다.
2010년 5월 6일, 음볼히는 잉글랜드 프리미어 리그 챔피언이던 맨체스터 유나이티드의 이틀간의 입단 테스트에 참가하였지만, 결국에는 명단에 들지는 못하였다. 2010년 6월 23일, 잉글랜드의 축구 클럽 뉴캐슬 유나이티드가 소문에 의하면 그를 영입하기 위해 1백만 파운드를 제시하였다고 한다. 7월 22일에 그는 독일에서 열린 웨스트햄의 여름 훈련 캠프에서 훈련을 하였다.

### CSKA 소피아 임대
그는 2010년 8월 30일에 CSKA 소피아로 그 해가 끝날 때까지 임대를 가게 되었다. 이반 카라조프와 즈드라프코 차브다로프가 불안정한 모습을 보이자, 모볼리가 시즌 전반기 남은 경기와 UEFA 유로파리그 조별 예선전에서 1선발 골키퍼로 예상되었고 그는 정말로 왜 자신이 "레드맨"의 핵심 골키퍼인지를 보여주었다. 음볼히는 그의 친정팀 슬라비아 소피아와의 리그 17 라운드에는 출전을 하지 못했다.

### 크릴리야 소베토프
2010년 12월 16일에, 음볼히는 러시아 축구 클럽 크릴리야 소베토프로 이적되었고, 3년 6개월 계약을 맺었다. 그는 2011년 3월 12일에 열린 0-1로 패한 스파르타크 날치크 원정 경기에서 데뷔전을 치렀다. 샤르게이 베람코가 영입된 후, 음볼히는 선발로 뛸 수 있는 팀을 찾았다.

### 두 번째 CSKA 소피아 임대
그는 2011년 8월 2일 CSKA 소피아로 1년간 임대를 떠났고, 팀의 선발 골키퍼가 되었지만, 친정팀이 다시 그를 불러들였다. 2012년 여름에, 음볼히는 팀과 영구 계약을 맺는 의도를 가지고 잠시 CSKA 소피아로 돌아갔다. 하지만, 그는 2012년 7월 말에 슬로바니아 축구 클럽 무라 05에 의해서 팀이 UEFA 유로파리그에서 탈락하게 되면서 팀의 잉여 전력으로 여겨졌다(음볼히는 이 경기에 출전하지 못하였다).

### 가젤레크 아작시오 임대
2013년 1월 중반에, 음볼히는 리그 2에 있던 가젤레크 아작시오로 임대되었다. 그는 2013년 2월 1일, 0-2로 패한 랑스와의 원정경기에서 데뷔전을 치렀다. 그의 팀은 시즌 종료 후에 샹피오나 나시오날로 강등되었고 그는 2013년 여름에 CSKA 소피아에 입단하였다.

### 세 번째 CSKA 소피아 임대
모볼리는 처음에는 팀의 3 선발 골키퍼였지만, 2013년이 끝나는 와중에 더 많은 선발 출전을 더 많이 하게 되었다.

## 국가대표팀 경력

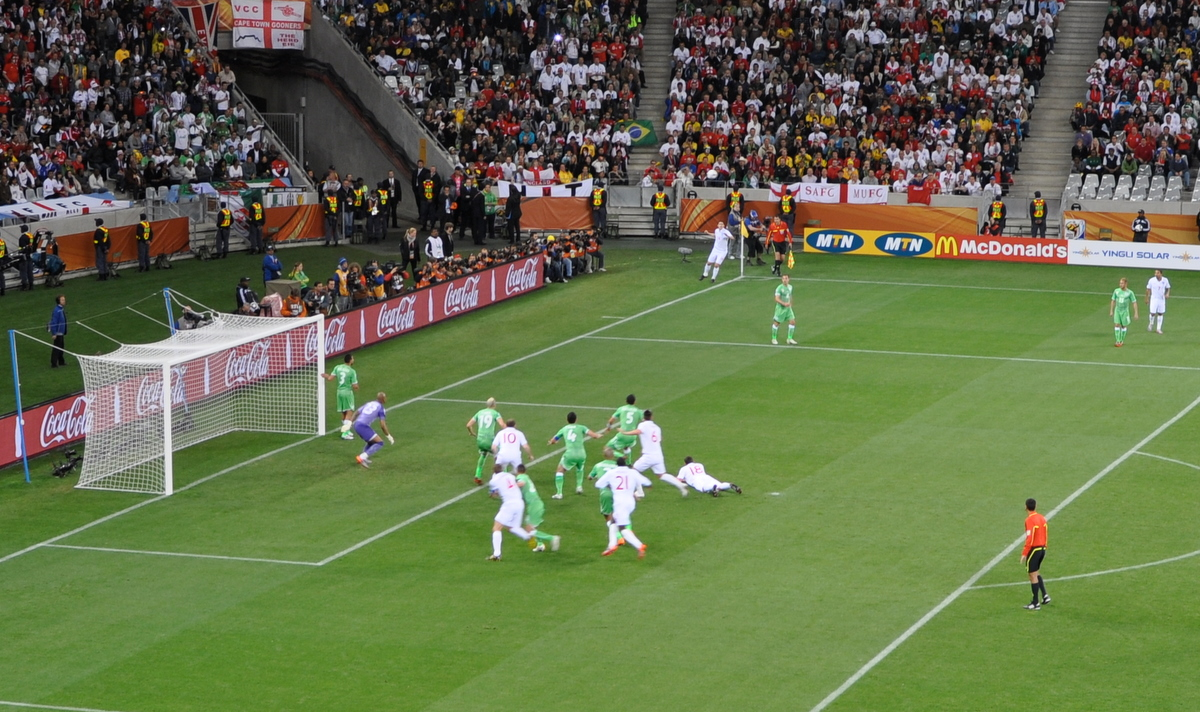
남아공에서 열린 2010 FIFA 월드컵 기간에 잉글랜드 대표팀을 상대로 경기를 펼치는 음볼히.

그는 2002년 11월에 열린 잉글랜드와의 친선전에서 프랑스 U-17 축구 국가대표팀에 소집되었다. 2003년에 그는 포르투갈과 체코와의 친선전에도 소집되었다.
2004년 6월에 그는 살레르노에서 열린 토너먼트에서 프랑스 U-18 축구 국가대표팀에 처음이자 마지막 소집이 되었다.
그 뒤에, 그는 알제리 U-17 축구 국가대표팀에 소집되었지만, 올랭피크 드 마르세유가 그를 보내주지 않았다. 2010년 5월 4일, 라바흐 사아단은 5월 13일부터 27일까지 스위스 크랑몬타나에서 소집되는 25인 명단을 발표하였고 그중에는 음볼히가 포함되었다.
2010년 5월 28일, 음볼히는 아일랜드 축구 국가대표팀과의 경기에서 후반에 출전하며, 알제리 축구 국가대표팀 데뷔전을 치렀고 팀은 3-0 패배를 하였다. 그는 그 경기에서 로비 킨에게 패널티킥으로 인해 한 골을 실점을 하였다. 그는 그의 두 번째 출전을 2010년 FIFA 월드컵에서 잉글랜드를 상대로 0-0 무승부 클린시트를 기록하였다.
6월 23일에 열린 미국과의 조별 예선전에서 91분에 랜던 도너번에게 허용한 음볼히의 리바운드 골은 그가 대회에서 처음으로 실점한 골이지만, 1-0으로 패배하면서 알제리는 조별 예선에서 탈락하였다.
2010년 8월 11일, 음볼히는 가봉 축구 국가대표팀에 1:2 패배를 한 친선경기에서 자신의 네 번째 출전을 하였다.
그는 또한 2012년 아프리카 네이션스컵 예선 첫 두 경기와 2014년 FIFA 월드컵 지역예선에서 선발 골키퍼로 기용되었다.
2012년 9월 9일, 음볼히는 2013년 아프리카 네이션스컵 예선에서 리비아 축구 국가대표팀을 상대로 뛰어난 활약을 보이며 1-0 원정 승리에 기여하였다. 그는 2013년 아프리카 네이션스컵이 진행되는 동안 팀의 선발 골기퍼로 기용됐다.
음볼히는 2014년 FIFA 월드컵에서 알제리 주전 골키퍼를 출전하였고 많은 슈퍼세이브를 기록하여 팀의 16강 진출에 기여하였고 16강전에서는 토마스 뮐러의 헤딩슛을 선방해내는 등 무수한 선방을 기록했으나 연장전에서 쉬얼레와 외질에게 골을 허용하여 팀은 1:2로 패했다.

## 경력
- 2010년 FIFA 월드컵 국가대표
- 2013년 아프리카 네이션스컵 국가대표
- 2014년 FIFA 월드컵 국가대표

## 수상
개인
- 2014년 FIFA 월드컵 맨 오브 더 매치 : vs. 독일 (16강전)